# Ulrico I de Mecklemburgo-Stargard
Ulrico I, duque de Mecklemburgo-Stargard (antes de 1382 - 8 de abril de 1417) fue duque de Mecklemburgo-Stargard desde 1392 o 1393 hasta su muerte. Fue también señor de Neobrandeburgo, Stargard, Strelitz y Wesenberg.

## Familia
Era el tercer hijo del duque Juan I, de su matrimonio con Inés de Lindow-Ruppin.

## Biografía
Ulrico I nació probablemente antes de 1382. Después de la muerte de su padre en 1392 o 1393, gobernó junto con sus hermanos Juan II y Alberto I (m. 1397). En 1408, Ulrico y Juan dividieron el país. Ulrico recibió los señoríos de Neobrandeburgo, Stargard, Strelitz y Wesenberg. Eligió Neobrandeburgo como su residencia.
El 19 de marzo de 1417, escribió su testamento en su castillo de Strelitz. Murió allí tres semanas después, el 8 de abril de 1417. Luego fue enterrado en el convento de Wanzka en Blankensee, donde su hija Ana era abadesa.

## Matrimonio y descendencia
Ulrico I se casó con Margarita, la hija del duque Suantibor III de Pomerania-Stettin. Tuvieron los siguientes hijos:
- Ana, abadesa del convento de Wanzka en Blankensee
- Alberto II, duque de Mecklemburgo-Stargard-Neobrandeburgo (1417-1423)
- Enrique, duque de Mecklemburgo-Stargard-Neobrandeburgo (1417-1436), desde 1438 duque de Mecklemburgo-Stargard, desde 1436 cogobernante del principado de  Werle-Güstrow